# Lernanthropus amplitergum
Lernanthropus amplitergum är en kräftdjursart som beskrevs av Arthur Sperry Pearse 1951. Lernanthropus amplitergum ingår i släktet Lernanthropus och familjen Lernanthropidae. Inga underarter finns listade i Catalogue of Life.